# Ashkan Sahihi
 (mai 2024).
La mise en forme du texte ne suit pas les recommandations de Wikipédia : il faut le « wikifier ».
Les points d'amélioration suivants sont les cas les plus fréquents. Le détail des points à revoir est peut-être précisé sur la page de discussion.
- Les titres sont pré-formatés par le logiciel. Ils ne sont ni en capitales, ni en gras.
- Le texte ne doit pas être écrit en capitales (les noms de famille non plus), ni en gras, ni en italique, ni en « petit »…
- Le gras n'est utilisé que pour surligner le titre de l'article dans l'introduction, une seule fois.
- L'italique est rarement utilisé : mots en langue étrangère, titres d'œuvres, noms de bateaux, etc.
- Les citations ne sont pas en italique mais en corps de texte normal. Elles sont entourées par des guillemets français : « et ».
- Les listes à puces sont à éviter, des paragraphes rédigés étant largement préférés. Les tableaux sont à réserver à la présentation de données structurées (résultats, etc.).
- Les appels de note de bas de page (petits chiffres en exposant, introduits par l'outil «  Source ») sont à placer entre la fin de phrase et le point final[comme ça].
- Les liens internes (vers d'autres articles de Wikipédia) sont à choisir avec parcimonie. Créez des liens vers des articles approfondissant le sujet. Les termes génériques sans rapport avec le sujet sont à éviter, ainsi que les répétitions de liens vers un même terme.
- Les liens externes sont à placer uniquement dans une section « Liens externes », à la fin de l'article. Ces liens sont à choisir avec parcimonie suivant les règles définies. Si un lien sert de source à l'article, son insertion dans le texte est à faire par les notes de bas de page.
- La présentation des références doit suivre les conventions bibliographiques. Il est recommandé d'utiliser les modèles {{Ouvrage}}, {{Chapitre}}, {{Article}}, {{Lien web}} et/ou {{Bibliographie}}. Le mode d'édition visuel peut mettre en forme automatiquement les références.
- Insérer une infobox (cadre d'informations à droite) n'est pas obligatoire pour parachever la mise en page.

Pour une aide détaillée, merci de consulter Aide:Wikification.
Si vous pensez que ces points ont été résolus, vous pouvez retirer ce bandeau et améliorer la mise en forme d'un autre article.
 (mai 2024).

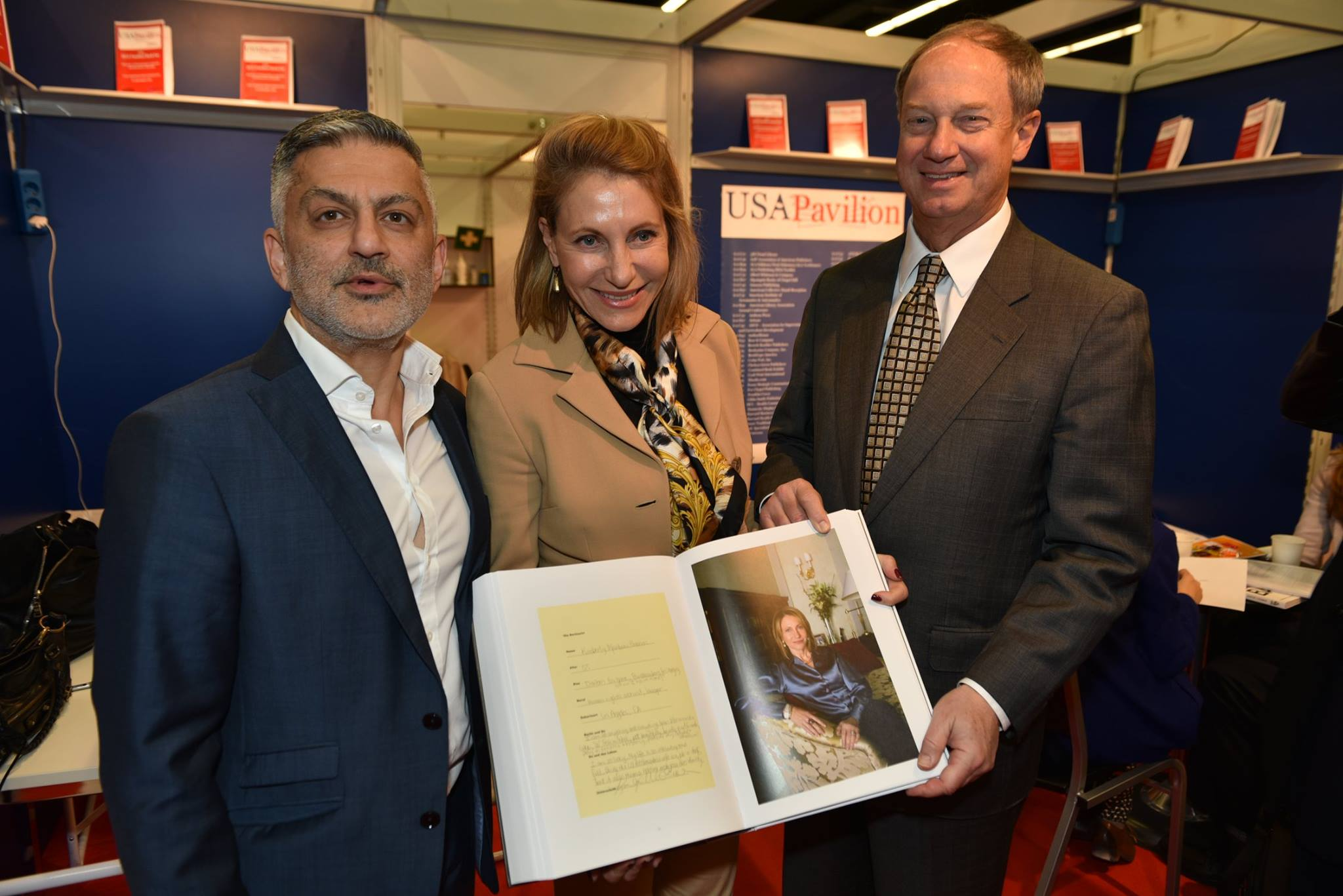
John B. Emerson, ambassadeur des États-Unis en Allemagne, montre le livre Die Berlinerin d'Ashkan Sahihi (à droite), qui contient – parmi d'autres – le portrait de Mme Emerson (au centre) (2015).

Ashkan Sahihi (né le 27 novembre 1963) est un photographe irano-américain célébré pour ses séries photographiques originales et ses nombreux portraits de personnalités publiques.

## Vie privée et professionnelle
Né à Téhéran (Iran), Ashkan Sahihi et sa famille s'installent en Allemagne de l'Ouest lorsqu'il a sept ans. Bien que prenant des photos dès l'adolescence, Sahihi identifie les débuts de son parcours professionnel en tant que photographe en 1987, à New York, une "métropole de culture pop" en plein boom. C'est là qu'il pouvait réaliser le type de travail auquel il aspirait, explorant les dessous de la société bouillonnante autour de lui. Contribuant régulièrement pour des publications allemandes telles que Zeitmagazin, le magazine de Süddeutsche Zeitung, Der Spiegel, DUMMY et Spex, il prend des portraits de sujets tels que des prisonniers dans le couloir de la mort, des acteurs de la scène émergente de hip-hop, et plus largement de toute la scène artistique underground de New York. Il est ensuite rapidement sollicité par des publications américaines, dont The New York Times Magazine, The New Yorker, Vice, Rolling Stone et Vogue.
Se sentant limité par la nature du photojournalisme (illustrant un article ou portrait rédigé par un tiers plutôt qu'étant le seul maître de la narration), Sahihi commence un travail indépendant de séries conceptuelles. Au début des années 2000, vivant à New York, Istanbul et Londres, il produit des œuvres dans chacune de ces villes, cherchant à s'engager dans un discours politique qu'il trouve étonnamment absent. Au sein de ces projets, il contribue à Istanbul Contrasts et Art and Patronage, tous deux publiés chez Thames & Hudson. En 2011, il suit et documente le mouvement Occupy Wall Street à New York. Après s'être installé à Berlin en 2013, il s'embarque dans une longue exploration photo-sociologique en hommage aux femmes de cette ville, ainsi que deux autres séries qui seront également publiées en tant que livres. Son travail est également régulièrement exposé à Berlin. En mars 2020, Sahihi fait le portrait de Christeene, artiste de scène, musicienne et drag-queen américaine pour la version allemande de Interview magazine. Une grande rétrospective de son travail photojournalistique est publié par DISTANZ en septembre 2020. The New York Years est une collection de 224 portraits pris à New York depuis la fin des années 1980, dont les musiciens David Bowie, 50 Cent, Solange Knowles et Nick Cave ; les écrivains John Irving, Siri Hustvedt et Irvine Welsh ; les comédiens Willem Dafoe et John Lurie ; ainsi que les artistes Jeff Koons, Louise Bourgeois, Cindy Sherman et Nam June Paik, ou le galeriste et collectionneur Bruno Bischofberger. Une sélection d'environ 40 portraits furent exposés à la McLaughlin Galerie à Berlin, à l'automne 2020.

## Séries photographiques
Au travers de ses œuvres conceptuelles, l’objectif principal d’Ashkan Sahihi a toujours été de faire bouger les lignes sur des sujets qui n’ont pas toujours été suffisamment —ou mal—traités : drogues, représentation des genres dans les médias, les femmes dans l’armée, etc.  Dans ses portraits, Sahihi utilise souvent un langage visuel familier mais dans un contexte inhabituel. Si cela peut provoquer de fortes réactions autant chez le spectateur que pour les sujets représentés, Sahihi ne s’épargne pas pour autant ; dans l’ensemble de son travail, l’artiste est en immersion dans des situations délicates, tel un défi à sa résistance émotionnelle.
Dans Face Series (18 images), des mains recouvertes de latex manipulent les traits de visages de ses sujets. Hypnosis Series comprend huit portraits de personnes sous hypnose, chacune représentant une émotion particulière, par ex. le désarroi, la retenue/colère ou regret.
En 2006, Sahihi s'est photographié au sein de demeures de familles de six ex-petites amies et une ex-femme, s’immisçant dans les constellations qui s’étaient formées après avoir quitté leurs vies respectives. Exes Series fût publié dans plusieurs magazines.
Pour Drug Series, sans doute la plus célèbre de ses premières séries conceptuelles, il persuade onze personnes n'ayant jamais pris de drogues d’en consommer une en particulier, et prend des portraits du résultat sur leurs visages. Cette série provient d'une frustration que Sahihi ressentait vis-à-vis de l’hypocrisie autour du débat politique sur les drogues aux États-Unis.  "En souhaitant présenter une image objective de consommation de drogue, l'artiste remet en cause la politique culturelle qui permet à une société de glorifier le 'drug look' dans les magazines de mode et le monde du spectacle, tout en feignant d'ignorer le problème majeur et prépondérant d’addiction aux drogues." Cette série fut exposée à MoMA PS1 à New York en 2001, à l'Académie des arts de Berlin en 2005, et au sein de son installation 100 Million in Ready Cash.
Les séries photographiques de Sahihi comprennent également Women of the IDF, des portraits de femmes soldats israéliennes ; Camp X-Ray Guantanamo Bay, des paysages noir et blanc de miradors et barbelés ; Cum Series qui fait référence aux photos de classe et photos d'identité d'entreprise US pour dénoncer la pornoisation de la culture populaire ; Armpit Series ; et Kiss Series, où l'artiste s'est photographié en train d'embrasser dix-huit hommes et femmes de toutes origines.
L'œuvre la plus ambitieuse d'Ashkan Sahihi à ce jour est la grande fresque Die Berlinerin (Les Berlinoises), qui s'inspire de la méthode de "description dense" de l'anthropologue Clifford Geertz. Utilisant un système de recherche par catégories, telles que l'âge, profession, projet de vie, origine sociale, etc. le photographe prend contact avec une grande variété de femmes vivant toutes, de façon permanente ou temporaire, à Berlin. Les rencontres se faisant dans des lieux choisis par les sujets elles-mêmes, Sahihi créé une série de 375 portraits (chacun d'entre eux étant exposé avec son questionnaires correspondant), à la Galerie im Körnerpark et Springer Gallery à l'automne et hiver 2015/2016. La série complète fût publiée par DISTANZ.
Installé à Berlin depuis 2013, il "croise de jeunes hommes gays qui lui paraissent étrangement familiers. Cela lui rappelle le New York des années 1980, et la quête de nouvelles formes d'identité. C'est comme si le Berlin des années 2010 avait remplacé New York en tant que ville de tous les possibles."
En souvenir du vieux New York, une ville bien connue pour sa liberté et créativité mais également frappée par l'épidémie de Sida qui a "réduit de moitié la communauté artistique et ses plus grands talents, et ravagé son pouvoir de création," Sahihi créé une série de nus photographiques, les Beautiful Berlin Boys. Le livre est accompagné d'une exposition à la Galerie Kehrer à Berlin. Une sélection de ces portraits sont réédités dans le livre New Queer Photography de Benjamin Wolberg, publié chez Kettler en 2020.
La fascination qu'il voue aux Hospital Drawings de Barbara Hepworth, et qu'il partage avec le chirurgien du sport Hanno Steckel, le mène à une autre série publiée chez Kehrer. Les photos en noir et blanc de Sahihi suivent Steckel dans The Operating Theatre (La salle d’opération), saisissant le jeu rythmique de mains et de mouvements, révélant ainsi des parallèles entre savoir-faire chirurgical et artistique.
En mai 2019, Sahihi reconstitue La Cène de Leonard de Vinci avec des amis et voisins du quartier Neukölln Weserstraße à Berlin.

## Expositions
- 1999 MoMA PS1, New York (Millenium Warm Up; exposition collective)

- 1999 353 Broadway, New York City (Quiet, une société artificielle de gens vivant sous surveillance ; exposition collective)
- 2000 Andrea Rosen Gallery, New York (John Connelly Presents: Ashkan Sahihi (Scream, Faces))
- 2000 Art Basel 31 (collaboration de Spex et Andrea Rosen Gallery (Drug Series, Kisses))
- 2000–2001 Andrea Rosen Gallery, New York City (Scream)
- 2001 MoMA PS1, New York City (Drug Series)
- 2003 Axel Raben Gallery, New York City (Cum Shots)
- 2004 Axel Raben Gallery, New York City (Women of the IDF)
- 2005 Akureyri Art Museum; Akureyri, Islande (100 Million in Cash)
- 2005 Akademie der Künste, Berlin (Drug Series, in: Der Kontrakt des Fotografen; exposition collective)
- 2006 KW Institute for Contemporary Art, Berlin et MoMA PS1, New York City (Drug Series, in: INTO ME / OUT OF ME; exposition collective)
- 2007 Museum Morsbroich, Leverkusen (Drug Series, in: Der Kontrakt des Fotografen; exposition collective)
- 2007 MACRO Testaccio (MACRO FUTURE), Rom (Drug Series, in: INTO ME / OUT OF ME; exposition collective)
- 2008 Kunsthaus Dresden (Drug Series, in: Under Influence; exposition collective)
- 2012 Art Virus Ltd., Frankfurt a. M. (Bilder einer Bewegung, die keine sein dürfte. Occupy Wall Street New York–Frankfurt a. M.; exposition collective)
- 2012 Art Virus Ltd., FFM (Occupy, Prohibition is Now; exposition collective)
- 2015–2016 Galerie im Körnerpark (Die Berlinerin – Das Porträt einer Stadt)
- 2015–2016 Galerie Springer Berlin (Die Berlinerin – Das Porträt einer Stadt)
- 2016–2017 Kehrer Galerie Berlin (Beautiful Berlin Boys)
- 2017 Festival Voies Off- Rencontres d’Arles (Beautiful Berlin Boys, Operating Theatre)
- 2018 48 Stunden Neukölln (Community-Projekt)
- Weserhalle Berlin (The Last Supper Weserstr.)
- 2020 McLaughlin Berlin (The New York Years)
- 2021 Amtsalon Berlin (The New York Years)

## Sélection de publications de livres et catalogues
- Pictures and Their Stories, New York: Fromm International 1992,  (ISBN 978-0880641418).
- The Vice Guide to Sex and Drugs and Rock and Roll, edité par Gavin McInnes, Shane Smith et Suroosh Alvi, New York: Warner Books 2003.
- Into Me / Out of Me, edité par Klaus Biesenbach, New York: Hatje Cantz 2006.
- Hossein Amirsadeghi: Istanbul Contrasts, London: Thames & Hudson 2010,  (ISBN 978-0954508388).
- Art & Patronage: The Middle East, édité par Hossein Amirsadeghi, London: Thames & Hudson 2010 (photographe principal),  (ISBN 978-0500977040).
- Occupy – New York, Frankfurt: eine Bewegung die keine sein dürfte, édité par Michele Sciurba, Frankfurt a. M.: B3 2012,  (ISBN 978-3-943758-70-2).
- Das Große Dummy-Buch, Zürich: Kein & Aber 2011,  (ISBN 978-3036952994).
- Die Berlinerin, Berlin: DISTANZ 2015,  (ISBN 978-3-95476-101-2).
- Beautiful Berlin Boys, Heidelberg: Kehrer 2016,  (ISBN 978-3-86828-763-9).
- The Operating Theatre, édité par Hanno Steckel, Heidelberg: Kehrer 2017,  (ISBN 978-3-86828-798-1).
- New Queer Photography, édité par Benjamin Wolbergs, Dortmund: Kettler 2020,  (ISBN 978-3-86206-789-3).
- The New York Years, Berlin: DISTANZ 2020,  (ISBN 978-3-95476-338-2).